# Téléphérique de Bure
Le téléphérique de Bure est une remontée mécanique privée exclusivement utilisée par l'interféromètre du plateau de Bure (IRAM) dans la commune du Dévoluy. Avec sa longueur de 4 040 m, il est le plus long téléphérique à va-et-vient de France.

## Premier téléphérique

### Construction
Le premier téléphérique est construit en 1980 par Pomagalski pour l'Institut national d'astronomie et de géophysique.

### Accident

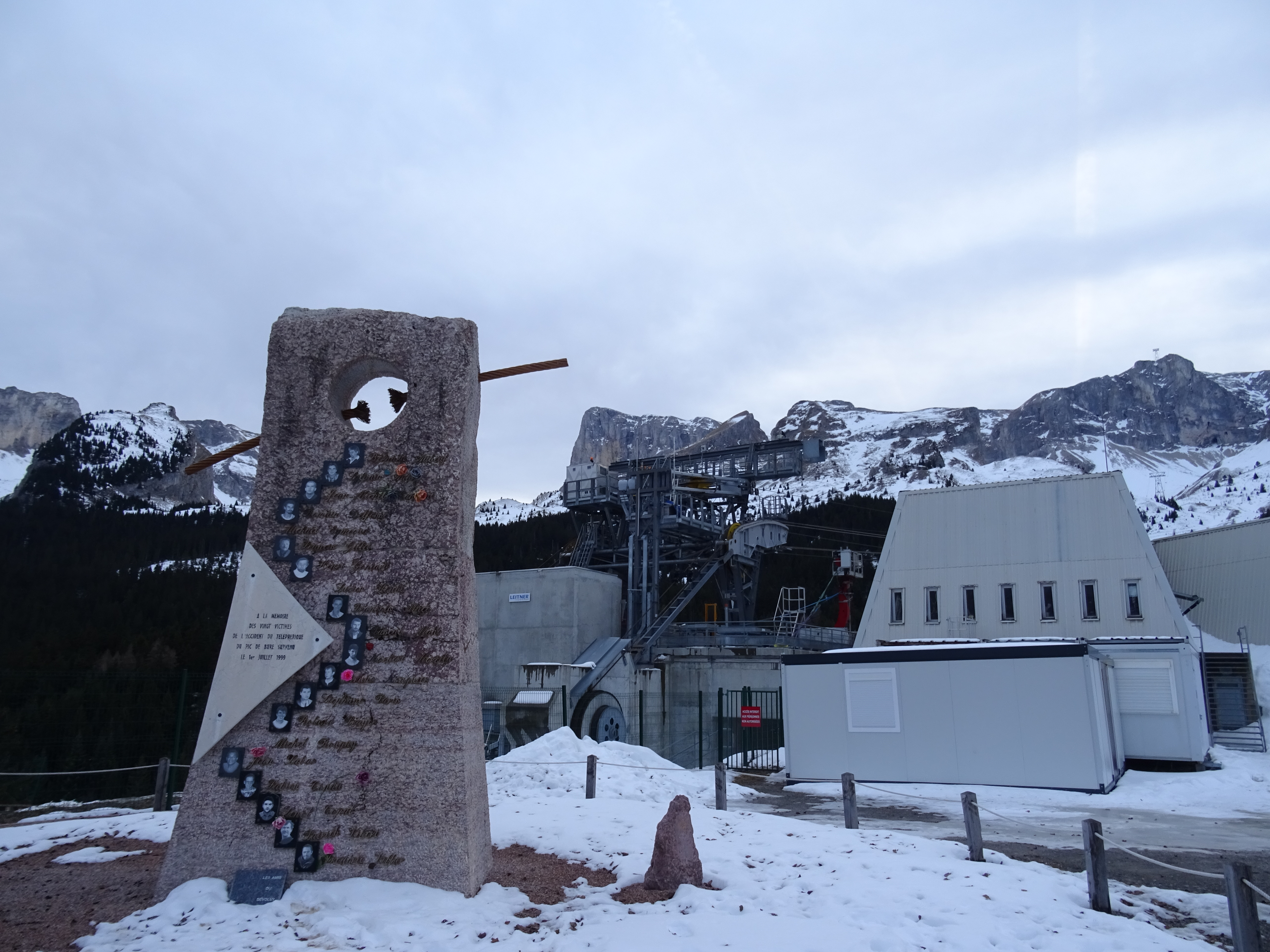
Monument en mémoire de la catastrophe.

L'accès à l'interféromètre est, en 1999, le théâtre de deux catastrophes.
Le 1er juillet à 7 h 15, un accident du téléphérique d'accès à l'observatoire cause la mort de vingt passagers allant travailler à l'observatoire. Le lien avec le câble tracteur a lâché et en l'absence de frein, la cabine a glissé en arrière le long du câble porteur, puis s'en est décrochée avant de faire une chute de 80 mètres dans le vide.
L’enquête note que le frein de chariot avait été démonté en 1986 sans l'accord du constructeur. La veille de l'accident des ouvriers avaient enduit le cable tracteur d'un vernis anti-rouille périmé. Le responsable de la maintenance a été condamné à 30 mois de prison avec sursis et la société d'exploitation a été condamnée à une amende de 200 000 euros.
Le 15 décembre suivant, lors d'une expertise, cinq personnes trouvent la mort dans un accident d'hélicoptère.
Pour cette raison l'interféromètre du plateau de Bure est soumis depuis à des règles de sécurité draconiennes : présence d'un infirmier anesthésiste diplômé d'État (IADE) toute l'année avec en outre possibilité de joindre un service hospitalier ou d'autres secours publiques (CODIS) par visioconférence, obligation de porter une radio pour les personnes travaillant à l'extérieur, etc..

## Deuxième téléphérique

### Construction
À la suite de l'accident sur le premier téléphérique, un appel d'offres est lancé en 2006 pour le remplacer par un nouveau à va-et-vient biporteur, mono-tracteur pour assurer l'accès au site de l'IRAM entre l'Enclus à 1 400 m d'altitude et le plateau à 2 600 m. Le nouvel équipement doit assurer le transport de matériel sur une voie et celui du personnel sur l'autre voie (cette dernière comporte un système à frein de chariot). Une partie des composants et de sous-systèmes de la machine existante seront récupérés.
Construit par la société Leitner Ropeways, il est mis en service fin juillet 2015 puis inauguré le 2 octobre de la même année. 
Il devient le plus long téléphérique à va-et-vient de France avec sa longueur de 4 040 mètres.

### Déraillement

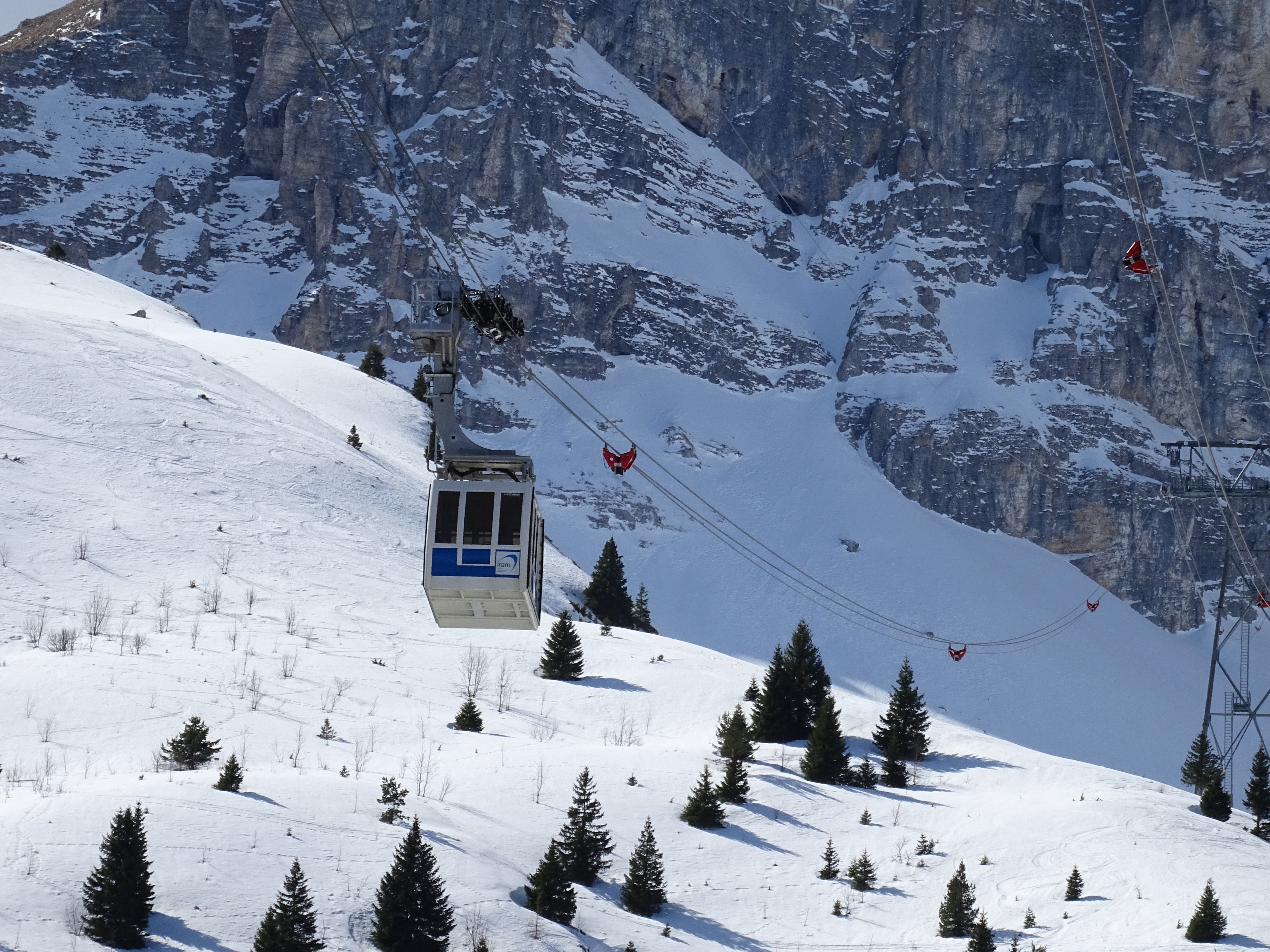
En mars 2017, la cabine voyageurs à gauche et les câbles monte-charge déraillés à droite.

Le 21 novembre 2016, un des câbles porteurs déraille hors exploitation et tombe sur le sol. Le préfet des Hautes-Alpes suspend alors son exploitation le 8 décembre suivant,,. Les deux personnes de la société d'exploitation qui étaient présentes dans la cabine lors de l'incident ont pu s'évacuer sans dommage à l'aide d'une corde.
Le personnel de l'IRAM avait plusieurs fois tiré la sonnette d’alarme face aux conditions de sécurité du téléphérique depuis sa construction, plusieurs d’entre eux ayant déjà exercé leur droit de retrait pour ne pas utiliser cette remontée mécanique dans ces conditions.
Fin juin 2018, le téléphérique est toujours à l'arrêt, le président du département des Hautes-Alpes et ex-maire de Saint-Étienne-en-Dévoluy Jean-Marie Bernard s'irritant de la situation, les experts se renvoyant la balle.
En juillet 2020 la situation n'a pas évolué, l'affaire ayant provoqué une bataille juridique d'experts.

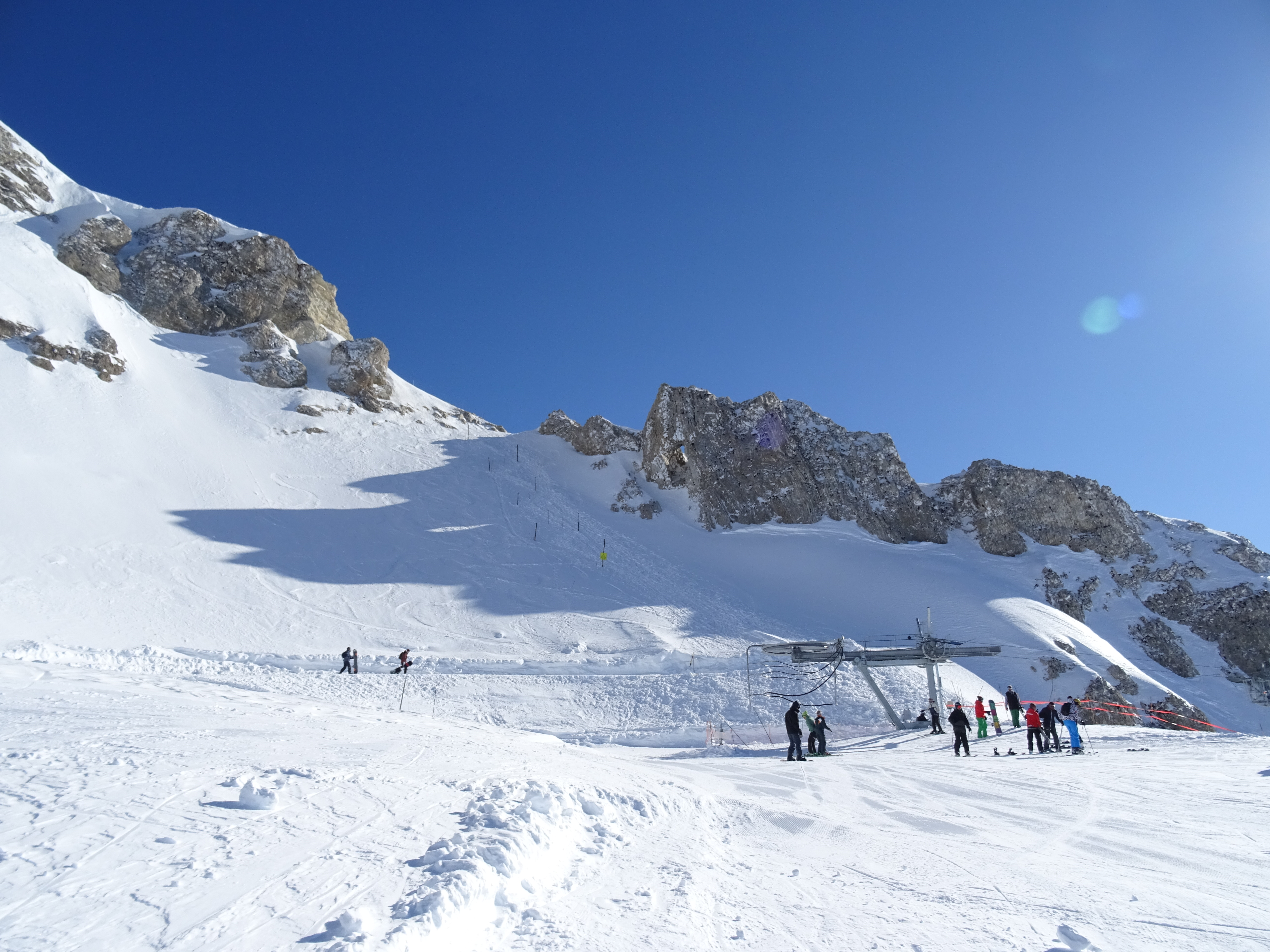
Nouveau chemin sécurisé en haut du téléski du Pierra en 2019

Entre-temps, un cheminement piéton a été sécurisé aux frais de la commune en haut du domaine skiable du Dévoluy.
En juillet 2024, le constructeur et le maître d'œuvre sont les principaux mis en cause à la suite d'« un défaut de conception et de réparation ». 
Depuis le 16 septembre 2024, le transport de passagers est à nouveau autorisé. Cependant les nouvelles sécurités ne satisfont pas complètement les syndicats.